# Middle Cay, Belize
Middle Cay är en ö i Belize. Den ligger i distriktet Stann Creek, i den sydöstra delen av landet, 120 km sydost om huvudstaden Belmopan.